# Melissodes submenuacha
Melissodes submenuacha là một loài Hymenoptera trong họ Apidae. Loài này được Cockerell mô tả khoa học năm 1897.